# Acanthurus achilles
Espèce
Statut de conservation UICN

 LC  : Préoccupation mineure
Acanthurus achilles, le chirurgien d'Achille, est un poisson présent dans les eaux du Pacifique. Il appartient à la famille des Acanthuridae (poissons-chirurgiens) nommés ainsi en raison de la présence d'un "scalpel" à la base de la queue.

## Description morphologique
Acanthurus achilles possède une robe oscillant entre le brun foncé et le noir. 
Sa tache arrière est orange mais peut également être plus rougeâtre notamment pour les morphes de Polynésie française. Cette tache en forme de goutte est utile non seulement pour détourner l'attaque des prédateurs en simulant un œil mais elle permet également de dissimuler le "scalpel" érectile propre aux Achanthuridae. Cette tache n'est pas présente chez les juvéniles mais grandit avec l'animal.
Sa bouche est inclinée vers le bas permettant de brouter les algues dont il se nourrit plus facilement.

## Répartition géographique
Acanthurus achilles est observable dans l'océan Pacifique depuis les îles d'Hawaii jusqu'en Australie en passant par la Nouvelle-Calédonie, la Polynésie française et les îles de la Micronésie.

## Mode de vie, régime alimentaire et reproduction
Acanthurus achilles vit en groupe épars le long des récifs et des tombants océaniques. Il apprécie les eaux claires et brassées par un courant important. 
Il passe une grande partie de sa journée à se nourrir en cherchant les algues filamenteuses à la base de son régime alimentaire dans les anfractuosités du récif. Ce processus permet une régulation des algues et protégeant par la même occasion les coraux.
Lorsque la nuit tombe, il cherche un trou dans les rochers et y reste pendant toute la nuit. Comme beaucoup de poissons, sa couleur s'atténue afin d'être le moins visible possible.
En période de reproduction, les Acanthurus achilles se regroupent pour frayer. Les œufs sont confiés au courant. Une fois les larves écloses, elles se mélangent au plancton puis rejoignent le récif. Les juvéniles vont alors grandir à l'abri des prédateurs.
Il est à noter que Acanthurus achilles peut s'hybrider avec Acanthurus nigricans.

## Acanthurus achillesen captivité
Acanthurus achilles représente un défi pour les amateurs d'aquariums. C'est un poisson très fragile, très difficile à nourrir et très sensible aux maladies de peau. Il est fortement déconseillé aux débutants.
Il présentera un comportement très agressif envers ses congénères mais également vis-à-vis des individus se rapprochant par leur forme ou leur taille. Les combats peuvent être mortels.